# Střelený
Střelený (v anglickém originále Bulletproof) je americký akční film z roku 1996. Režisérem filmu je Ernest R. Dickerson. Hlavní role ve filmu ztvárnili Damon Wayans, Adam Sandler, James Caan, Jeep Swenson a James Farentino.

## Obsazení
| Damon Wayans    | Rock Keats/Jack Carter |
| Adam Sandler    | Archie Moses           |
| James Caan      | Frank Colton           |
| Jeep Swenson    | Bledsoe                |
| James Farentino | Will Jensen            |
| Kristen Wilson  | Traci Flynn            |
| Bill Nunn       | Finch                  |
| Allen Covert    | Jones                  |